# أغوستينيو نيتو
أنتونيو أغوستينيو نيتو (بالبرتغالية: António Agostinho Neto‏) (17 سبتمبر 1922 – 10 سبتمبر 1979)، هو أول رئيس لجمهورية لأنغولا المستقلة. وكان رئيس الحزب الحاكم الحركة الشعبية لتحرير أنغولا - حزب العمل. يحتفل بيوم ميلاده كيوم وطني في أنغولا. ويعتبر نيتو عند شعبه بطل قومي.

## البدايات
ولد عام 1922 في قرية كاشيكان في مقاطعة بنغو التي تبعد حوالي 60 كم عن العاصمة لواندا. كان أبوه قسا ميثوديا في كنيسة بروتستانتية وكانت والدته مدرسة ابتدائية. أكمل نيتو دراسته الثانوية في العاصمة لوندا. أصبح نيتو شخصية بارزة في النهضة الثقافية التي سادت أنغولا في الأربعينات وكانت في أوجها.

## الدراسة
أراد نيتو أن يصبح طبيباً. وكان لسنوات يجمع المال من أجل تكاليف الدراسة. وفي 1947 بعمر الخامسة والعشرين أبحر إلى البرتغال وانتسب إلى أحد أعرق الجامعات الأوربية كلية الطب في جامعة قلمرية. درس في قلمرية ثم في جامعة أخرى في لشبونة. وكان لديه منحة دراسية من الكنيسة الميثودية الأمريكية. أعطيت له هذه المنحة في عامه الثاني في البرتغال وساعدت في تحقيق حلمه في ان يكون طبيبا. لكن كان لدى نيتو أحلام أخرى أكبر. استقلال بلاده وإنقاذ العالم من حرب عالمية أخرى.
لم تكن دراسته الابتدائية منتظمه. رغم أنه كان طالبا متفوقا. لكن والديه كان يريدان أن يكون نيتو وأخوه في نفس المرحلة الدراسية. فكان على نيتو أن ينتظر أخاه الذي كان طالبا ضعيفا حتى يلحقه. هذا يعني أن على نيتو أن يتوقف عن الدراسة عاما كاملا حتى يتمكن أخوه من النجاح واللحاق به. لأجل هذا استغرق نيتو رغم تفوقه عشر سنوات كامله من 1934 حتى 1944 لينهي دراسته الابتدائية.
في ذلك الوقت كان الاستعمار البرتغالي يعطي منحا دراسية سنوية للطلاب المتفوقين في الثانوية. وكان نيتو مرشحا قويا لهذه المنحة. لكن لسوء حظه كان منافسه طالبا من مقاطعة كابيندا اسمه أنطونيو بينيرو دا سلفا. وتم تفضيل داسلفا على نيتو. فقد كان داسلفا أبيض وكاثوليكي بينما كان نيتو زنجي وبروتستنتي. وهكذا تم المفاضلة بينهما على أساس الدين والعرق وليس على أساس التفوق والجودة. ومع مرور السنين. ظل داسلفا متفوقا وفي مرتبة اعلى لنفس الاسباب. كان أوغستينو نيتو مناضلا وطنيا ثوريا. بينما دا سلفا كان دائما إلى جانب النظام الاستعماري بل أصبح في الستينات وزيرا للتعليم.

## البدايات السياسية
كان أغوستينيو نيتو مشاركا دائما في النشاطات السياسية. واعتقل أول مرة في 1951 لثلاثة أشهر حين كان يجمع توقيعات أثناء انعقاد المؤتمر العالم للسلام في ستوكهولم. وقد كان دعم السلام العالمي يعد جريمة في عهد الاستعمار البرتغالي الحليف للولايات المتحدة وبريطانيا الذين كانوا ضد الاتحاد السوفيتي والديمقراطيات الشعبية الشيوعية في أوروبا وآسيا.
بعد إطلاق سراحه عاد فورا إلى النشاط السياسي. وأصبح ممثلا للشباب المعارضين لدى الحكومة البرتغالية. وساهم في إنشاء جمعيات تضم أفارقة كانوا يعيشون أو يدرسون في البرتغال. وكانوا قادمين من دول مستعمرة من البرتغال. وأسسو النادي الأفريقي البحري والبيت البرتغالي لأفريقيا ومركز الدراسات الأفريقية. خلال ذلك الوقت تعرف على السياسي والمناضل الغيني المشهور أميلكار كابرال الذي كان طالب هندسة زراعية. وعددا كبيرا من السياسيين الافارقة. أفكار نيتو ذهبت أبعد من ذلك. وانضم إلى الحزب الشيوعي البرتغالي.
خوسي رسكت فالدس عضو الحزب الشيوعي الكوبي التقى نيتو في المؤتمر العالمي الشبابي للسلام في بوخارست في رومانيا من آخر يوليو إلى أول أغسطس من 1953، وقال عن هذا اللقاء: «وهناك كان لي الشرف لأكون أول كوبي يقابل أوغستينو نيتو. كنت في الثالثة والعشرين من عمري وكان في الثلاثين. كان نيتو أول أنغولي أصادفه في حياتي. كل ما كنت أعرفه عن دولته كان اسمها وأنها مستعمرة برتغالية في أفريقيا. لكن نيتو كان يعرف الكثير عن كوبا. وقال لي قصيدة للشاعر الكوبي المشهور نكولاس غيين. الذي كنت أحب شعره. وكان وقتها أشهر الشعراء السود في العالم».
ذهب نيتو طالب الطب المتفوق والمتميز إلى رومانيا سرا ليمثل المستعمرات البرتغالية مع الوفد البرتغالي. لكن نيتو بدلا من الجلوس مع المندوبين الأوربيين في المؤتمر فضل أن يكون مع الأمريكيين اللاتينيين. وخاصة البرازيليين. وأحد البرازيليين قال له ان بإمكانه تسهيل تنقله من منطقة إلى أخرى.
يقول خوسي رسكت فالدس: «تحدث نيتو إلي عن رغبة الشعب الأنغولي بالتحرر من الاستعمار. وتحدثت إليه عن نضالنا وعن هجومنا الأخير على ثكنة عسكرية في كوبا قبل عدة أيام. وقتها لم أكن أنا أو غيري نعرف مصير قائد هذه العملية فيدل كاسترو أو أخيه راؤول كاسترو. وكان غيابهما أحد أسباب وجودنا في هذا المؤتمر العالمي. طلبنا من كل الوفود المشاركة في المؤتمر الانضمام إلينا في الحملة بدأناها وأطلقنا عليها شعار (انقذوا حياة فيدل كاسترو ورفاقه)».
في 9 فبراير 1955 اعتقل نيتو من الشرطة السياسية البرتغالية المعروفة بعنفها. كان سجنا قاسيا لأكثر من سنتين. وكان نيتو قد نشر مجموعته الشعرية الأولى.

## العودة إلى أنغولا والمنفى
بعد خروجه من السجن. تخرج نيتو في أكتوبر 1958 من جامعة لشبونة حاملا شهادة الطب. تزوج من ماريا إجنيا التي رافقته حتى موته وأنجبت له أطفاله الثلاثة. عمل كطبيب نسائي في مستشفى في لشبونة لوقت قصير. بعدها عاد إلى أنغولا في 1959 حيث عمل طبيبا وكان يسمى طبيب الفقراء والنساء وفي نفس الوقت تولى قيادة الحركة الشعبية لتحرير أنغولا. الحركة التي تأسست في العاصمة لواندا في 1956.
في يونيو 1960 حبس للمرة الثالثة. هذه المرة كان الاعتقال بتوجيه من مدير الشرطة السرية في أنغولا. اعتقل نيتو في عيادته في لوندا. وأرسل إلى سجن في لشبونة. وأرسل لاحقا إلى منفاه في جزيرة ساو توميه وبرينسيب ثم إلى جزيرة الرأس الأخضر. استمر نيتو في ممارسة الطب في الرأس الأخضر. واتصل بالرفاق الشيوعيين والمناضلين من مختلف المستعمرات البرتغالية الذين كانوا أيضا منفيين هناك.
بعدها بعامين، سنة 1962، أطلقت الحكومة البرتغالية سراح نيتو. لكنها طلبت منه العودة إلى البرتغال. حين عاد إلى البرتغال دبرت الحركة الشعبية التي كان رئيسها الفخري خطة لتهريبه من البرتغال. وفعلا تم تهريبه هو وأبناءه إلى كنشاسا في الكونغو حيث كان مقر الحركة.
في 1963 تم نقل مقر الحركة الشعبية لتحرير أنغولا من كنشاسا التي كانت الحكومة فيها أداة بيد بلجيكا إلى برازفيل عاصمة الكونغو أو ما كان يسمى بالكونغو الفرنسية. وكانت الحكومة هناك تقدمية وكان على رأسها الرئيس ماسمبا دبات.
يقول خوسي رسكت فالدس: «في آخر أيام شهر أغسطس من سنة 1965، بعد أحد عشر عاما من لقائنا في فينا، التقيت أنا وأغوستينيو نيتو مرة أخرى. لكن هذه المرة في أفريقيا في الكونغو».
في يناير من ذلك العام، 1965، في مقر الحركة الشعبية الرئيسي في برازفيل، استقبل رئيس الحركة نيتو الزعيم إرنستو شي غيفارا الذي كان يقوم بجولة في أفريقيا. بعدها بثلاثة أشهر عاد تشي جيفارا إلى أفريقيا. لكن هذه المرة مع قواته وانضم إلى قوات باتريس لومومبا في المنطقة الشرقية من الكونغو التي كانت تسمى بالكونغو البلجيكية.
في ذلك اللقاء طلب نيتو من تشي جيفارا مدربين كوبيين لتدريب قوات الحركة الشعبية. وفعلا أرسل جيفارا ستة مدربين سافروا من هافانا وانضموا إلى المقاتلين الأنغوليين.
يعود خوسي رسكت فالدس ليحكي قصته مع نيتو فيقول: «وصلت إلى برازافيل واتجهت فورا إلى مقر الحركة الشعبية لرؤية نيتو. تغيرت الامور الآن. لم أعد أتحدث كمنظم مؤتمرات دولية للسلام. بل انا الآن رئيس البعثة الأممية المقاتلة لكوبا. وكان اسم الكتيبة التي أقودها (كتيبة باتريس لومومبا) على اسم المناضل الأفريقي الكبير باتريس لومومبا. وكانت هذه الجبهة الثانية التي يفتحها تشي جيفارا في الكونغو. وكانت هذه المرة تحت إمرت رئيس الحركة الشعبية لتحرير أنغولا».
بعد ثورة القرنفل وانسحاب البرتغاليين من أنغولا في 25 إبريل 1974، رأى مسؤولوا الحركة الشعبية أنه الوقت المثالي لتوقيع وقف إطلاق نار مع الحكومة البرتغالية وحدث ذلك في أكتوبر 1974.
عاد أغوستينيو نيتو إلى لوندا في 4 فبراير 1975 وقامت الجماهير بأكبر تظاهرة شعبية في تاريخ البلاد. وجه نيتو كل جهوده لاجل استقلال أنغولا ودعا إلى مقاومة شعبية واسعة وفي 11 نوفمبر 1975 أعلن أغوستينيو نيتو استقلال جمهورية أنغولا.

## في السجون والمعتقلات
سجن نيتو للمرة الأولى سنة 1955 اثناء تواجده في البرتغال. بسبب قيامه بنشاطات سياسية هناك. اعتقال أغوستينيو نيتو أثار سلسلة من الاحتجاجات وتداعيات دولية. تم عقد اجتماعات وكانت هنالك مطالبات بتوقيع أشهر المثقفين الفرنسيين في تلك الفترة أتى في مقدمتهم جون بول سارتر وسيمون دي بوفار ومن أمريكا الجنوبية الشاعر الكوبي نيكولاس غولين والرسام المكسيكي ديغو ريفيرا.
في 1957 اختير نيتو كأهم سجين سياسي للعام من منظمة العفو الدولية.
في 1958 تخرج أغوستينيو نيتو أخيرا بشهادة بالطب. وتزوج في اليوم الذي تخرج فيه. في تلك السنة شارك في تاسيس حركة سرية ضد الاستعمار جمعت اشخاصا من مستعمرات برتغالية مختلفة.
في 30 ديسمبر 1959 رجع أغوستينيو نيتو مع زوجته ماريا إجينيا وطفل صغير. وأصبح قائد للحركة الشعبية لتحرير أنغولا وفي وقت فراغه كان يمارس الطب.
في 8 يونيو 1960 قام مدير المباحث البرتغالية أو الشرطة السياسية البرتغالية التي كانت تعمل بين 1945 و1969، قام شخصيا بالقبض على أغوستينيو نيتو في مكتبه في لوندا. خشيت الشرطة البرتغالية العواقب من وجود أغوستينيو نيتو في أنغولا. لذا حولته إلى سجن في لشبونة. ثم أرسلته لاحقا إلى كاب فيردي حيث مارس الطب هناك تحت مراقبة ثابتة. في هذه الفترة انتخب نيتو رئيسا فخريا للحركة الشعبية. مرة أخرى اعتقل نيتو وحول إلى سجن في لشبونة في 17 أكتوبر 1961. وتحت ضغط قوي أرغمت السلطات البرتغالية على إطلاق أغوستينيو نيتو في السنة التالية. في هذا الوقت بدأت الحركة الشعبية التفكير في خطة لتهريب أغوستينيو نيتو من البرتغال وحدث في يوليو 1962 أن وصل هو وأسرته إلى ليبودفيلي أو ما يسمى حاليا كنشاسا حيث مقر الحركة الرئيسي. لاحقا في تلك السنة انتخب رئيسا للحركة في المؤتمر الوطني للحركة.

## حياته السياسية
في ديسمبر عام 1956 اتحد الحزب الشيوعي الأنجولي وحزب النضال الموحد ليكونا الحركة الشعبية لتحرير انغولا. واصبح بفيراتو دا كروز أمينا عاما ونيتو رئيسا للحزب الجديد. اعتقلت الحكومة البرتغالية نيتو في يونيو 1960. تظاهر مرضاه وأنصاره لإطلاق سراحة لكنهم أوقفوا حين أطلق الجند البرتغاليون النار عليهم وقتلوا 30 شخصا وجرحوا 200 شخص. نفت الحكومة البرتغالية نيتو إلى كاب فردي ولاحقا سجنته في لشبونة. واجهت الحكومة ضغوطا دولية وأطلقته من السجن ووضعته تحت حبس منزلي. هرب إلى المغرب ثم انتقل إلى زائير.
في 1962 زار نيتو واشنطن وطلب المساعدة من إدارة جون كيندي في حربه مع البرتغال. خذلته الحكومة الأمريكية واختارت دعم هولدن روبرتو لانه معادي للشيوعية. قابل نيتو تشي غيفارا في 1965 وبدأ تلقي الدعم من كوبا. زار هافانا عدة مرات واصبح صديقا لفيدل كاسترو.
كانت كوبا تدعم الانجوليين. كان في العاصمة لواندا أكثر من 500 خبير كوبي جزء منهم مستشارون عسكريون وجزء اخر أطباء. شن فيدل كاسترو لاحقا حربا كبرى. سميت عملية كارلوتا. أرسل كاسترو قوات كوبية كبيرة جدا لمحاربة عصابات تمولها الولايات المتحدة وجنوب أفريقيا.
وزارة الخارجية الأمريكية بقيادة هنري كيسنجر قدمت لحكومة جنوب أفريقيا ثمانية رؤوس نووية مشابهة لتلك التي دمرت هيروشيما وناغازاكي. الكوبيون والأنغوليون قاتلوا ضد جنوب أفريقيا وواشنطن. لكنهم انتصروا في النهاية.
في مارس 1976 انسحب من أنغولا جيش زائير التابع للدكتاتور موبوتو الذي يسمونه في أنغولا الدمية الأمريكية. قام فيدل كاسترو باستدعاء قواته للحرب في أنغولا. وقد استدعى كاسترو أكثر من 300 ألف جندي كوبي منهم 37 ألف كان لهم فعالية كبيرة.
كانت الحركة الشعبية أحد ثلاث أحزاب تنافست على السلطة بعد انسحاب البرتغاليين من أنغولا بعدثورة القرنفل. وقادت الحركة الشعبية الدولة بعد الاستقلال في نوفمبر 1975. حكومة الحركة الشعبية طورت علاقات وثيقة مع الاتحاد السوفيتي ودول أخرى من المعسكر الشرقي ودول شيوعية أخرى وخاصة كوبا التي ساعدت كثيرا الحركة الشعبية في الحرب الاهلية. بعد الرئيس نيتو جاء الرئيس خوسي بإدواردو دوس سانتوس. توفي نيتو في مستشفى في موسكو في الاتحاد السوفيتي أثناء خضوعه لجراحة لمرض السرطان، وكانت الحرب الأهلية في أنغولا لا زالت مستمرة.

## تكريمه
- الجامعة الرئيسية في أنغولا سميت جامعة أغوستينيو نيتو.
- منح الاتحاد السوفيتي نيتو جائزة لينين للسلام عام 1975.
- كتب الشاعر تشينوا أتشيبي قصيدة بعنوان أغوستينيو نيتو تكريما له.
- سمي مطار في كاب فيردي باسمه. كان نيتو قضى فترة منفيا هناك كطبيب.
- شارع في مدينة بلغراد في صربيا يسمى شارع الدكتور أغستينا نيتا.

| سبقه - | رئيس أنغولا 11 نوفمبر 1975 - 10 سبتمبر 1979 | تبعه خوسي دوس سانتوس |

## روابط خارجية
- أغوستينيو نيتو على موقع الموسوعة البريطانية (الإنجليزية)
- أغوستينيو نيتو على موقع مونزينجر (الألمانية)
- أغوستينيو نيتو على موقع ديسكوغز (الإنجليزية)
- أغوستينيو نيتو على موقع ديسكوغز (الإنجليزية)